# محاصره هاتایا
محاصره هاتایا (انگلیسی: Siege of Hataya) یکی از چندین نبرد در منطقه توهوکو ژاپن بود که به عنوان مقدمه ای برای لشکرکشی تعیین‌کننده نبرد سکیگاهارا عمل کرد که به دوره ۲۵۰ ساله جنگ معروف به دوره سنگوکو پایان داد.